# دلال (اسم)
دلال هو اسم عربي مؤنث ومعناه المرأة حسنة الحديث.

## شخصيات تحمل الاسم
- دلال عبد العزيز
- دلال المغربي
- دلال بنت سعود بن عبد العزيز آل سعود
- دلال الشمالي
- دلال أبو حيدر
- دلال بنت مخلد الحربي